# Köteles Alexandra
Köteles Alexandra (1991. –) magyar szabadfogású női birkózó. A 2018-as birkózó-világbajnokságon a selejtezőben mérkőzött az 50 kg-os súlycsoportban, szabadfogásban. A Vasas SC sportolója. 2018-ban, 2017-ben, 2008-ban és 2009-ben aranyérmet szerzett az országos birkózó bajnokságon. 2006-ban az Ifjúsági Európa-bajnokságon bronzérmes lett 48 kg-ban.

## Sportpályafutása
1999 óta foglalkozik birkózással.
A 2006-os Ifjúsági Európa-bajnokságon bronzérmet szerzett 48 kg-os súlycsoportban.
A 2008-as országos bajnokságon 48 kg-ban aranyérmet nyert a Törökszentmiklósi BDSK sportolójaként. A 2009-es országos birkózó bajnokságon aranyérmet nyert 51 kg-ban a Törökszentmiklósi BDSK sportolójaként. Ezt követően közel tíz évet kihagyott egyéb elfoglaltságai miatt.
A 2017-es országos birkózó bajnokságon aranyérmes lett 48 kg-os súlycsoportban a Vasas SC sportolójaként.
A 2018-as országos birkózó bajnokságon 50 kg-os súlycsoportban aranyérmet nyert a Vasas SC sportolójaként.
A 2018-as birkózó-világbajnokságon a selejtezők során a svéd Fredrika Ida Petersson volt az ellenfele. A mérkőzés eredménye 4–2 az amerikai javára.